# 패니 듀락
사라 프란시스 "패니" 듀락(영어: Sarah Frances "Fanny" Durack, 1889년 10월 27일 - 1956년 3월 20일)은 오스트레일리아의 수영 선수였다.

## 생애 및 선수 경력

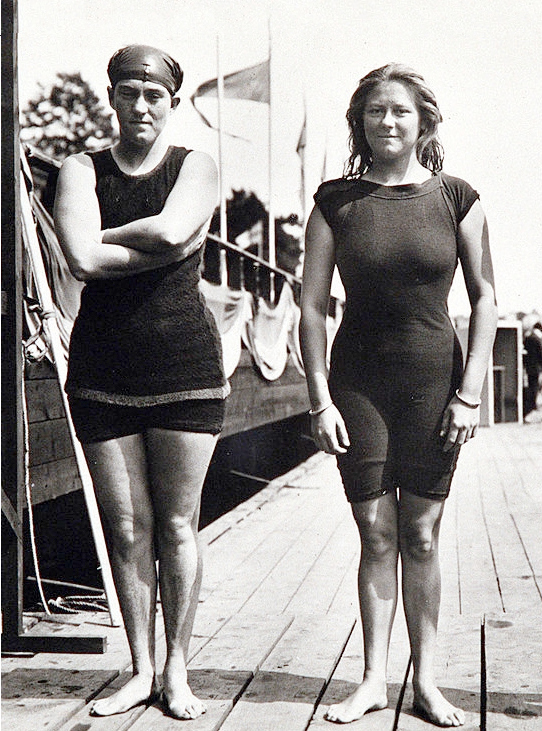

듀락이 평영을 사용하여 시드니의 쿠지 욕조에서 수영을 배웠고, 유일한 스타일이 있는 그 당시에 여자를 위한 대회가 있었다. 1906년에 그녀는 처음으로 우승했고, 다음 몇년 동안 오스트레일리아의 수영 장면을 지배했다. 1910년대 후반에, 듀락은 마일당 100m 마다 여자의 수영 세계 기록을 세웠다. 뉴사우스웨일스 여성 수영 협회는 처음에 여자가 올림픽에 참가하는 것을 반대했다. 1912년 스톡홀름 하계 올림픽때 여자가 수영을 하는 최초의 올림픽이 되었다. 듀락은 오스트랄라시아 대표로 출전했고, 100m 자유형에서 세계 신기록을 세웠다. 그녀는 수영 종목에서 올림픽 금메달을 획득하는 최초의 오스트레일리아 여자 선수가 되었고, 결승에 진출했다.

## 사망
듀락은 1956년에 시드니에서 죽었다.

## 같이 보기
- 올림픽 수영 여자 메달리스트 목록
- 수영 자유형 100m 세계 기록 추이
- 수영 자유형 200m 세계 기록 추이

## 참조
- FitzSimons, Peter (2006년). 《Great Australian Sports Champions》. Harper Collins Publishers. ISBN 0-7322-8517-8.
- David Wallechinsky, 하계 올림픽 전집, Little, Brown and Company (1996)